# Фёдоров, Василий Фёдорович (режиссёр)
Василий Фёдорович Фёдоров (1891—1971) — советский актёр и режиссёр театра и кино, театральный художник. Народный артист БССР (1955). Заслуженный деятель искусств Туркменской ССР (1939).

## Биография

### C Мейерхольдом
Василий Фёдоров учился на курсах искусствоведения при Народном университете А. Л. Шанявского. В 1921 году поступил в Государственные режиссёрские мастерские Всеволода Мейерхольда, осенью 1922 год влившиеся в ГИТИС. В самом конце того же года Фёдоров вместе с Мейерхольдом покинул ГИТИС; в его новой Мастерской в 1923 году дебютировал как режиссёр, поставив (и оформив) учебный спектакль «Тиары века» — композицию Аксёнова по пьесам Клоделя «Залог» и «Черствый хлеб»; отрывок из этого спектакля был публично исполнен в одном из вечеров школьных работ, которые в январе — феврале 1923 года давал Театр Вс. Мейерхольда.
До 1927 года Фёдоров как актёр, сценограф, а затем и как режиссёр работал в ТиМе. Но в этом театре спектакли ставил только сам художественный руководитель; лишь однажды, в 1926 году, Фёдорову посчастливилось под руководством Мейерхольда поставить спектакль «Рычи, Китай!» по пьесе С. М. Третьякова; однако эта постановка привела к конфликту между учителем и учеником.
Намного охотнее Мейерхольд доверял своим ученикам оформление спектаклей, и Фёдоров оформил, в частности, спектакли «Д. Е.» (совместно с И. Ю. Шлепяновым) и «Лес» по пьесе А. Н. Островского.

### Без Мейерхольда
Не имея возможности реализоваться, Фёдоров, как и другие молодые режиссёры, в конце концов покинул Мейерхольда: в 1926 году вместе с И. Ю. Шлепяновым, С. А. Майоровым, М. И. Жаровым и ещё несколькими актерами он уехал в Бакинский рабочий театр. В 1927 году был приглашён М. М. Тархановым в 4-ю студию МХАТ, позже преобразованную в Реалистический театр, и в том же году, после ухода Тарханова, вместе с Леонидом Волковым возглавил театр. В это же время Фёдоров поставил два спектакля в Театре Революции; здесь, вместе с художником И. Шлепяновым, он развивал те конструктивистские тенденции, которые для самого Мейерхольда к тому времени стали уже пройденным этапом. О постановке пьесы Э. Толлера «Гоп-ля, мы живем!» А. Гвоздев писал: «Это спектакль нового, революционного театра, вышедший из школы Мейерхольда и развертывающий его принципы и методы талантливо и энергично, с ясной целевой установкой на социальную значимость большого театрального искусства. …В лице Фёдорова и Шлепянова „Театр Революции“ приобрел крупных театральных мастеров, работа которых отвоевала „Театру Революции“ почётное место в рядах революционных театров большого художественного значения».
Однако Фёдоров в Театре Революции не задержался; недолго работал он и в Реалистическом театре, который в 1930 году возглавил бывший актёр ГосТиМа Николай Охлопков. В 1935 году Фёдоров стал преемником петербургского ученика Мейерхольда К. Тверского на посту главного режиссёра Ленинградского Большого драматического театра, но и там вскоре началась «режиссёрская чехарда». В дальнейшем был режиссёром Русского драматического театра в Ашхабаде и Русского драматического театра в Минске; ставил спектакли в драмтеатре Новосибирска.
В ноябре 1940 года назначен художественным руководителем Свердловского драмтеатра, где проработал до середины 1942 года.
В 30-х годах Фёдоров работал также в кинематографе — как режиссёр, сценарист, монтажёр; является режиссёром и автором сценария фильмов «Мёртвый дом» («Тюрьма народов», 1932) и «Конец полустанка» (1935).
В 1952—1958 гг. — главный режиссёр Государственного русского драматического театра имени М.Горького (Минск).
Похоронен в колумбарии Введенского кладбища.

### Семья
- Дочь — Елена Васильевна Фёдорова, советский и российский филолог, историк.

## Творчество

### Театр

#### Режиссёрские работы
ГосТиМ
- 1926 — «Рычи, Китай» С. М. Третьякова; художник С. М. Ефименко (под руководством Вс. Мейерхольда)

Реалистический театр
- 1929 — «Норд-Ост» Д. Щёглова; художник И. Ю. Шлепянов

Театр Революции
- 1928 — «Гоп-ля, мы живем!» Э. Толлера; художник И. Ю. Шлепянов
- 1930 — «Партбилет» А. И. Завалишина; художник И. Ю. Шлепянов

Большой драматический театр им. Горького
- 1935 — «Город ветров» B. Киршона (2-я редакция); художник П. И. Соколов
- 1935 — «Не сдадимся» C. Семёнова; художник В. Ф. Рындин
- 1936 — «Скупой рыцарь», «Каменный гость» А. С. Пушкина; художник Н. Ф. Лапшин (художественный руководитель постановки; режиссёр — В. В. Люце)

#### Сценография
ГосТиМ
- 1924 — «Д. Е.» Подгаецкого по И. Эренбургу; режиссёр Вс. Мейерхольд, — вместе с И. Шлепяновым
- 1924 — «Лес» А. Н. Островского; режиссёр Вс. Мейерхольд

### Кинематограф
- 1932 — Мёртвый дом (режиссёр и автор сценария)
- 1935 — Конец полустанка (режиссёр и автор сценария)